# Cratere Iondra
Iondra  è un cratere sulla superficie di Venere.